# Atherigona pallicornis
Atherigona pallicornis este o specie de muște din genul Atherigona, familia Muscidae, descrisă de Stein în anul 1900. Conform Catalogue of Life specia Atherigona pallicornis nu are subspecii cunoscute.